# La Ciutat (diari)
La Ciutat va ser un diari català de curta durada de Barcelona que va aparèixer del 13 de gener de 1931 cap al juliol del mateix any.
Tenia la voluntat de ser el primer diari en la història del periodisme barceloní que sortís al migdia. La Ciutat va tenir un marcat caire polític, autodefinit pel mateix periòdic com un diari “liberal i d'esquerres”. El seu propietari fou Marià Rubió i Tudurí i va ser dirigit per Josep Maria Massip i Izabal.

## Propòsits
En el primer article editorial, s'explicava: 
| « | «De matí, La Publicitat; al vespre, La Nau i al migdia, La Ciutat. Així venim a completar el front de combat dels diaris catalans i liberals de Barcelona. Especialment la nostra feina serà l'organització de la Llibertat. Volem fer activa l'actitud liberal. Davant les acusacions dels semi-monàrquics i dels semi-catalanistes que ens llencen diàriament al rostre, que a les esquerres de Catalunya no hi ha altra cosa que incapacitat tècnica, poesia i vaguetat, nosaltres volem agrupar i alçar totes les capacitats liberals, tota la tècnica de govern local i general que dins el liberalisme català existeix. […] I Aquesta serà la feina de La Ciutat. Serà el diari de la gent activa, catalana i liberal de Barcelona. Serà el diari de la sortida del despatx, el diari de la City. No contindrà més que l'home actiu pot llegir en el temps breu que té a la seva disposició entre la una i les tres.» | » |

## Equilibri polític dintre de l'esquerra
Tot i que alguns dels redactors i col·laboradors que havien estat anunciats, a l'hora de la veritat no hi van ser, o bé no hi van intervenir tan sovintment com s'esperava, amb una ràpida lectura dels seus noms ja es desprèn el caire polític del diari. Una bona part dels que el feien eren els mateixos de La publicitat i La Nau, i molts d'ells eren partícips de la sortida d'El Be negre. D'altra banda, també hi ha gent d'Esquerra, fet que els porta a definir-se com liberals i d'esquerres.

## Redactors i col·laboradors
- Xavier Regàs i Castells[4]
- Ramon Pey
- Josep Fontbernat i Verdaguer
- Lluís Aymamí i Baudina
- Josep M. Planes
- Àngel Ferran i Coromines
- Joan Cortès
- Rossend Llates i Serrat
- Lluís Nicolau i d'Olwer
- Antoni Rovira i Virgili
- Jaume Aiguader i Miró
- Joaquim Ventalló i Vergés
- Joaquim Xirau i Palau
- Josep Pla i Casadevall
- Francesc Madrid
- Xavier Picañol i Peirató
- Valentí Castanys i Borràs
- Miquel Cardona i Martí
- Pere Prat
- Jaume Passarell i Ribó
- J. Granyer

## Seccions
La Ciutat tenia diverses seccions i un acudit diari a primera pàgina. Aquest dibuixos, a l'estil dels diaris d'avui, foren durant els primers números d'en Castanys. Més endavant van alternar-se Miquel Cardona (Quelus) amb el seu dibuix característic i Jaume Passarell, que hi va fer algunes caricatures. Quan el diari va passar a setmanari els dibuixos foren més escassos i van passar a ser retallats de la premsa estrangera, ja que era més econòmic. A part de l'article editorial, hi havia diverses seccions fixes com ara, “Dotze Hores”, que reflectia l'actualitat barcelonina amb un comentari; la de “Telègraf i Telèfon”, on es donaven notícies que arribaven amb aquests mitjans; “Diu la Premsa” retallava les opinions d'altres diaris i les comentava breument. A més a més, hi havia altres seccions prou evidents del seu contingut com ara: “El temps”, “Films, Teatre i Música”, “Els esports” i “Finances”.

## Declivi i desaparició
La Ciutat va suspendre la publicació al juliol de 1931.